# Cimetière ancien d'Ivry-sur-Seine
Le cimetière ancien d'Ivry-sur-Seine est un des cimetières communaux de la commune d'Ivry-sur-Seine, juste au sud-est de Paris, dans le département du Val-de-Marne,.

## Description

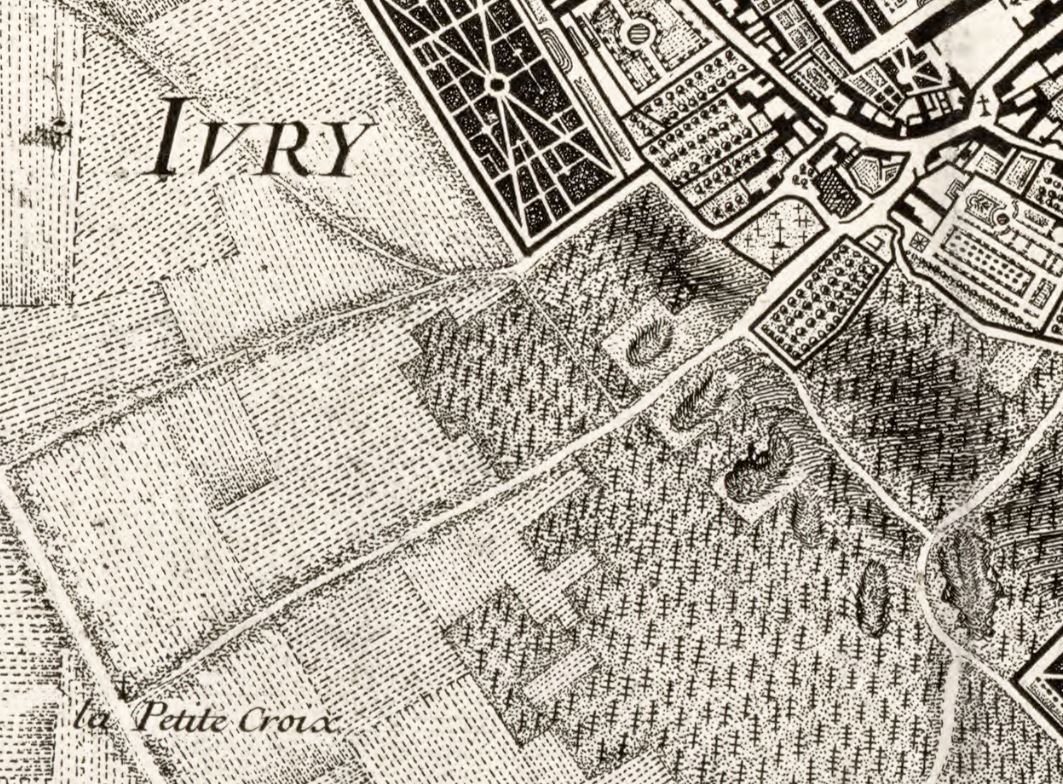
Le cimetière ancien sur le plan de Roussel en 1731.

Ce lieu de sépulture est à l'origine le cimetière de l'église Saint-Pierre-Saint-Paul d'Ivry-sur-Seine qui se trouve à proximité.
En 1804, le décret impérial sur les sépultures promulgué par Napoléon Bonaparte dispose entre autres que les inhumations doivent avoir lieu en fosses séparées, et permet aux familles l’acquisition de concessions par les familles. Ce décret encourage donc l’érection de tombeaux, et la première concession est acquise en 1811.
Historiquement circonscrit à la proximité immédiate de l'église, bordé au nord par la rue Bernard-Palissy, son entrée se trouvait sur la place de l'Église. Il est agrandi en 1841, 1846 et 1852, pour atteindre ses limites actuelles: la rue Gaston-Cornavin, la rue Jean-Le-Galleu et l'avenue du Général-Leclerc.
Deux monuments aux morts s'y trouvent: Celui de la guerre de 1870 et celui de la première guerre mondiale.

## Personnalités inhumées
- Médard Burgard (1810-1892), homme politique.
- Le physicien Sadi Carnot[4].
- Henri Cissac, coureur cycliste.
- Jules Coutant, dit « Coutant-d'Ivry », homme politique.
- Le sculpteur Léon Gusse.
- Deux mamelouks du Caire, Michel Barbary et Malaty Michel (1787-)[5], faits prisonniers par Bonaparte à la bataille des Pyramides[6].
- Georges Laffargue (1896-1969), homme politique.
- Le pédagogue Pierre-Philibert Pompée. Il a laissé son nom à une place d'Ivry, renommée après-guerre place de l'Insurrection-d'Août-1944.

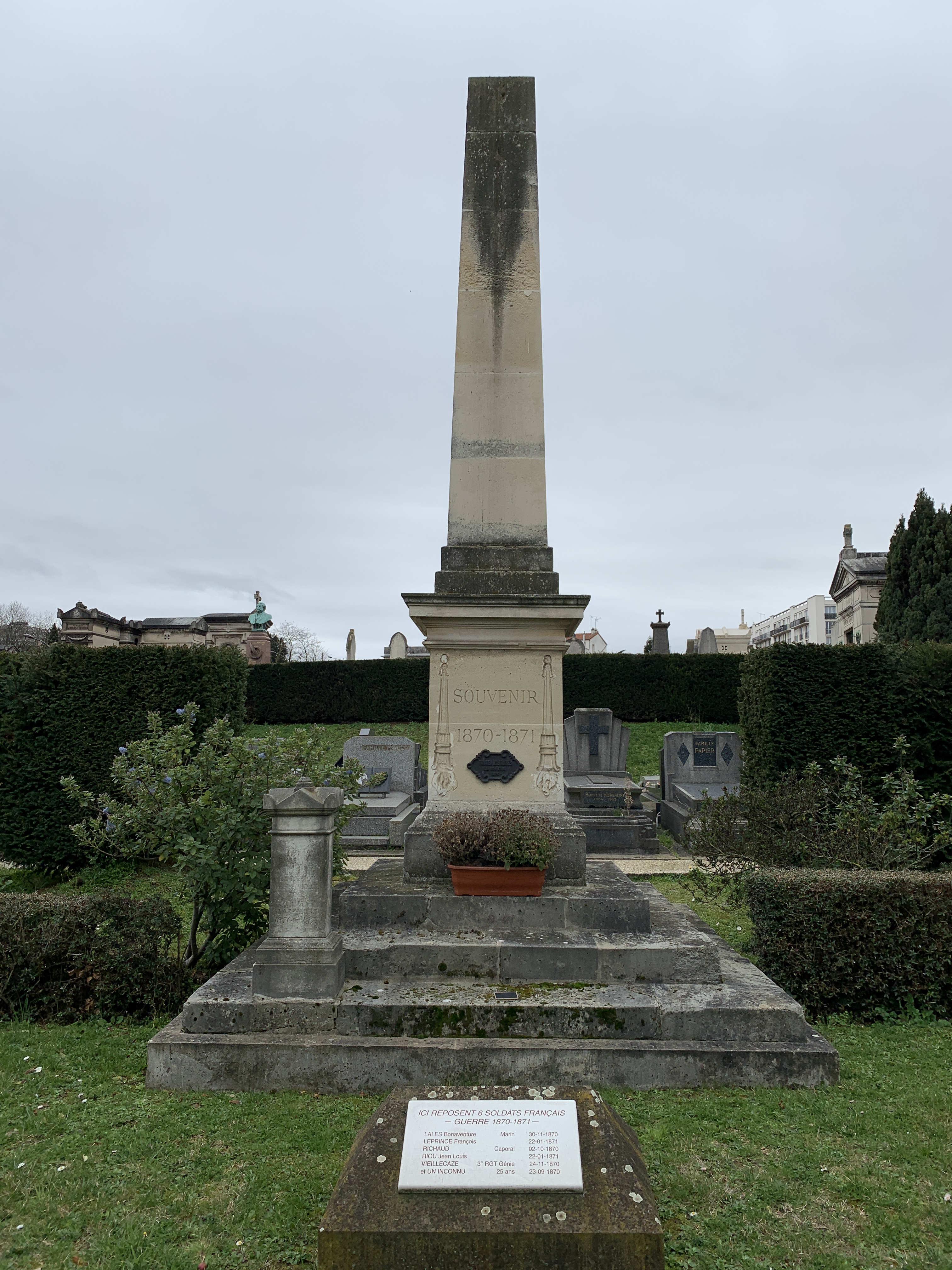
Monument aux morts de 1870.
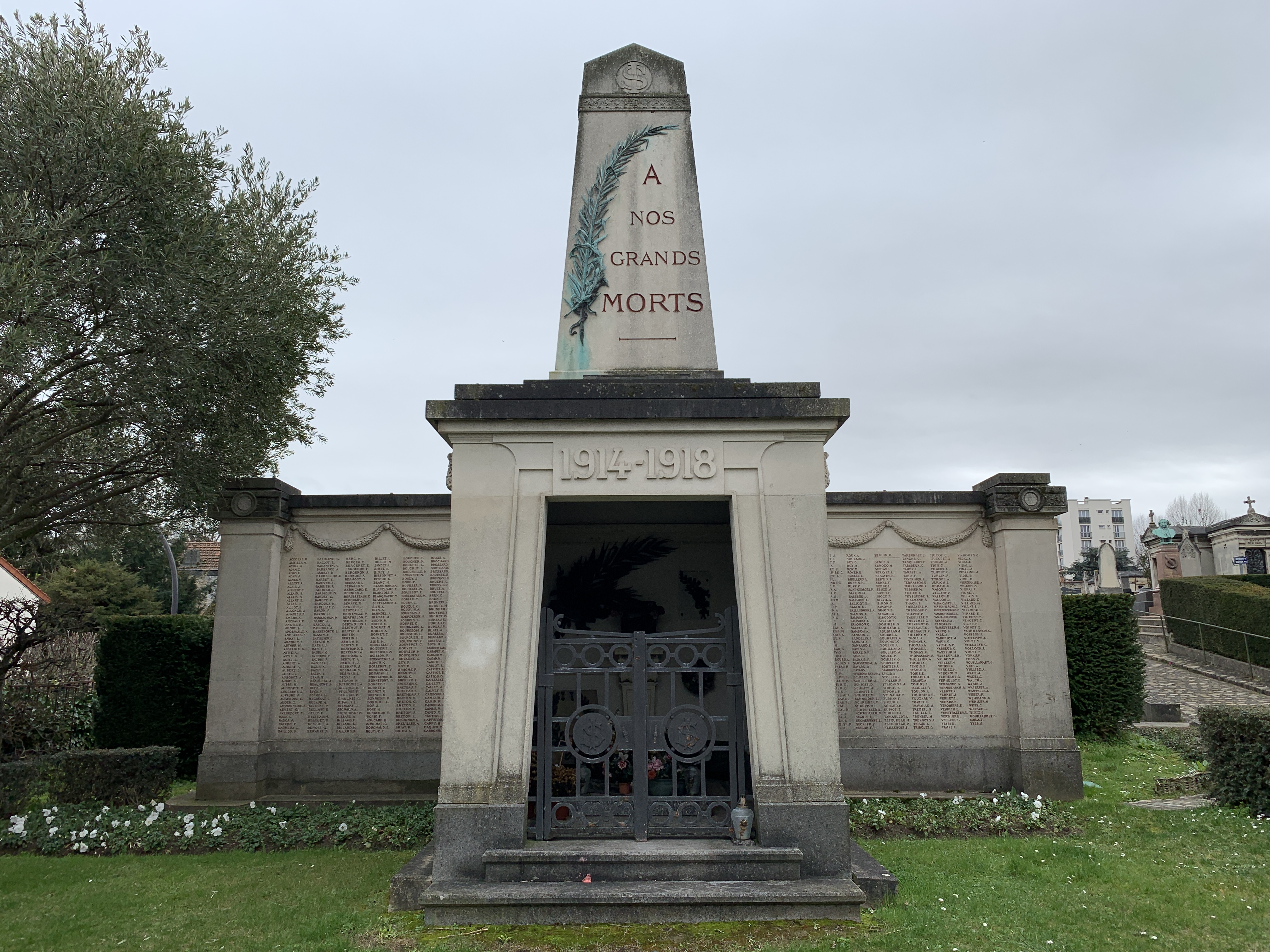
Monument aux morts de 1914-1918.
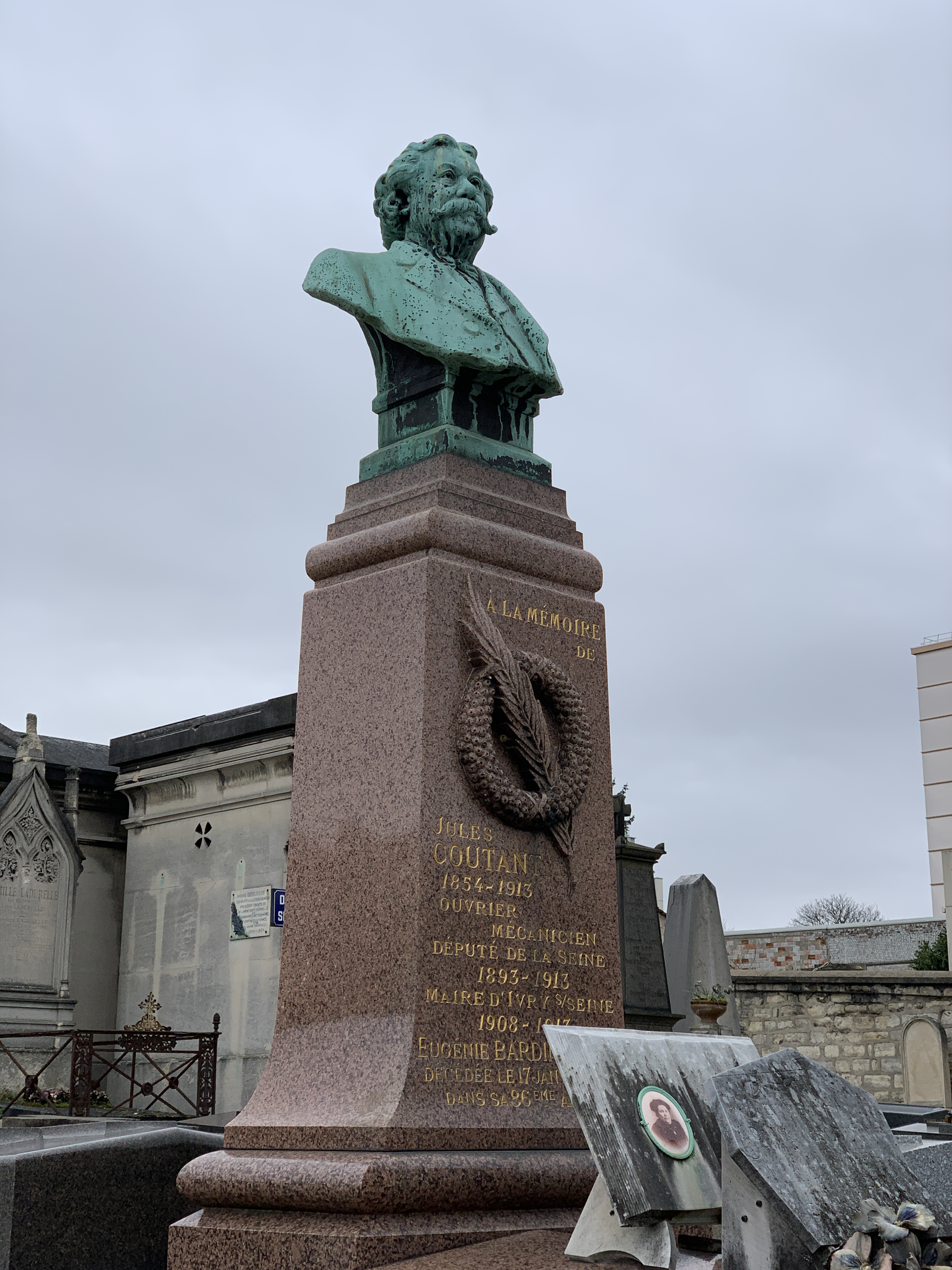
Tombe de Jules Coutant.
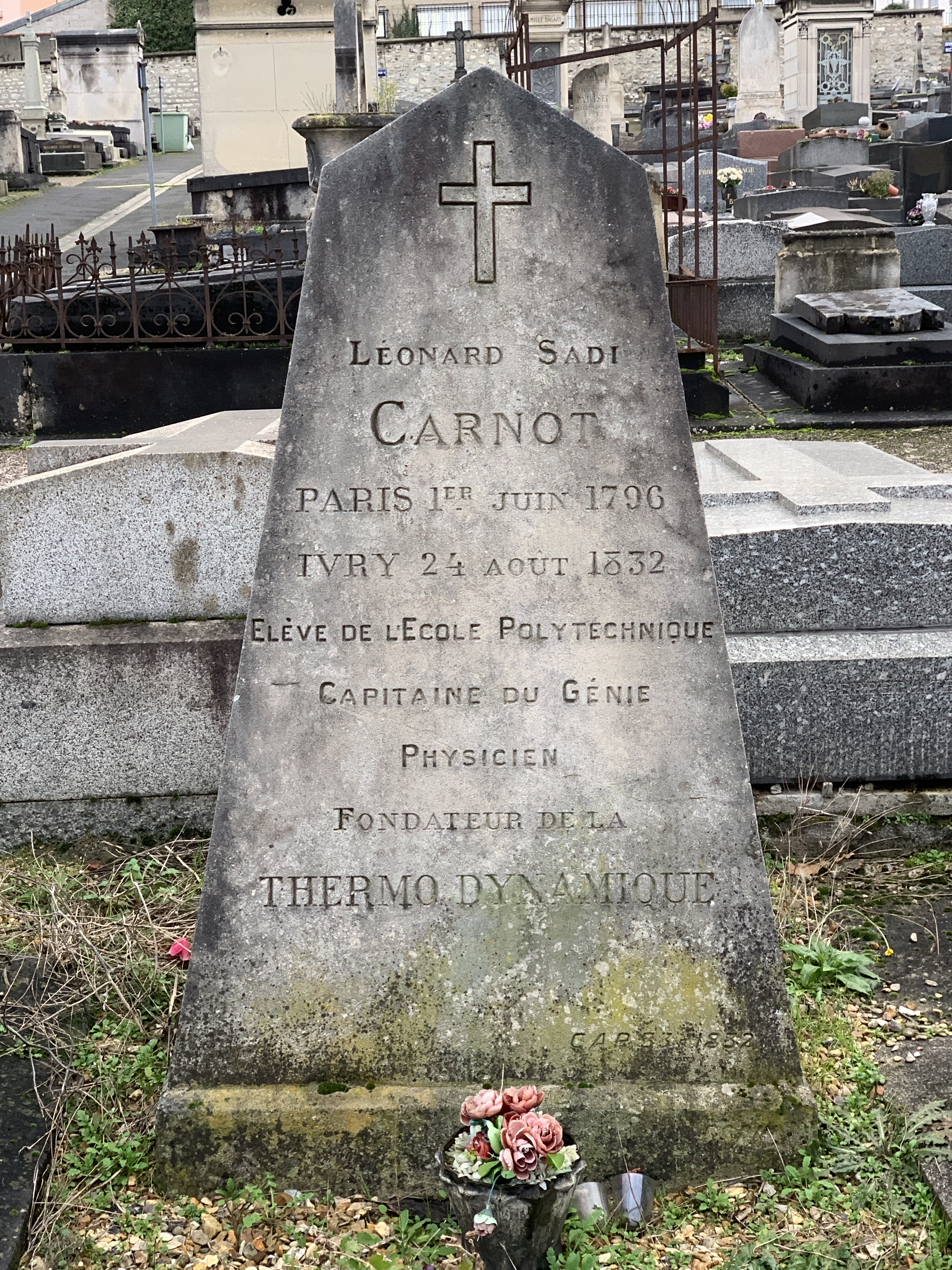
Tombe de Léonard Sadi Carnot.
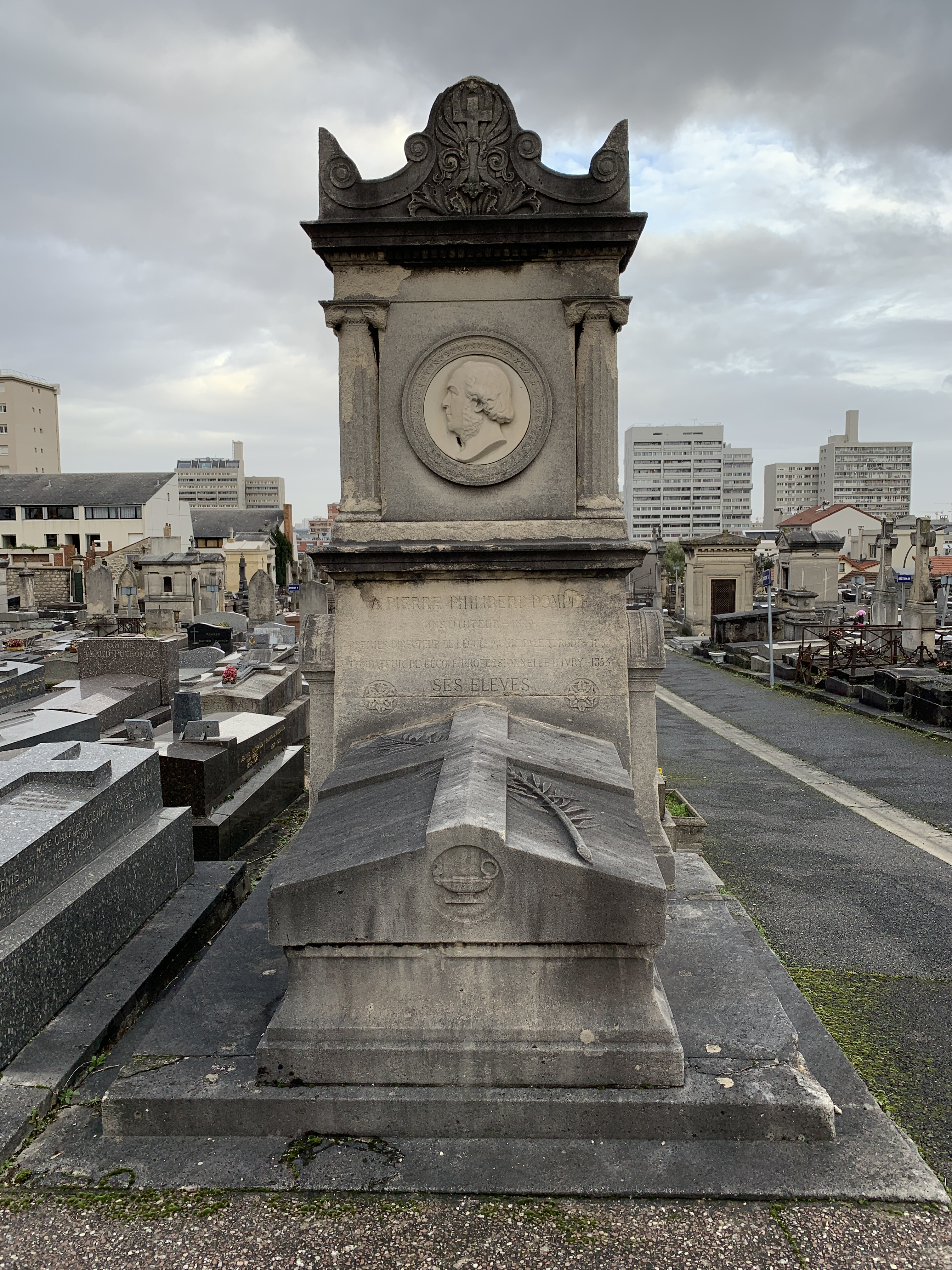
Tombe de Pierre-Philibert Pompée.